# Орловско-Калужское полесье
Орло́вско-Калу́жское Поле́сье — лесной массив на границе Орловской и Калужской областей, в треугольнике Козельск — Болхов — Карачев. Коренное население — полехи, субэтнос русских. В южной части — национальный парк Орловское Полесье, в средней — заповедник Калужские засеки.

## Условное территориальное зонирование

### Северная часть
Леса по верхнему течению Десны и её притоков Десноку, Жмаре, Присмаре, Снопоту и Ветьме. Сообразно с надвигающимся из соседней Смоленской области ледниковым наносом, тяжелыми красными валунными глинами, которые трудно пропускают воду и трудно обогреваются солнцем, и леса этой области носят характер северных лесов. Среди пород хвойных здесь преобладает сосна; ели гораздо меньше. Из лиственных пород имеются ольха, берёза, рябина, липа и осина; в подлеске и по опушкам — рябина, черемуха, липа, калина и др. Неровная поверхность, застаивающаяся вода, масса камня (валуны), мшистая поверхность, папоротник, можжевельник — все эти признаки придают лесу характер северного.

### Переходная полоса
Несколько севернее широты города Жиздры замечается ослабление ледникового наноса и смена кристаллических валунов кремнями, роговиком. известняком, фосфоритом, бурым железняком и мергелем. Местами выступают наружу и коренные породы: мергель, мел, известняк, зелёные и мясокрасные глины, а вместо ледникового наноса появляется лёсс. Сообразно с этим северный характер леса быстро сменяется характером лесов более умеренной полосы. В Болховском районе преобладает сосна, а в глубине речных русел находят окаменелый чёрный дуб. В жиздринских лесах ясно заметна борьба одних пород с другими; постоянно видна смена громадных сосен в бору на крупные дубы, клёны, осину, липу.

### Севско-трубчевские леса
Тянутся по рекам Десне, Навле, Неруссе и их притокам, Севу, Усожи и др. Здесь всюду проходят меловые мергеля, заключающие магнезию. Дуб и сосна то перемешиваются, то сменяют друг друга. Причём сосна здесь то носит характер мачтового леса, то развивается сильно в сучья. Песчаная почва очень плодородна; она смешана с мергелем и фосфоритом.

### Карачевские леса
Северная половина Карачевского района, граничащая с Жиздринским районом, представляет унылую местность с сыпучими песками, образовавшими обширные дюны, поросшие по реке Рессете мелким сосновым лесом. Здесь на протяжении более 100 км проходит целый ряд курганов, расположенных в близком расстоянии друг от друга. Они заросли соснами, осинами и берёзой. Чем западнее и севернее, тем больше преобладают почвы песчаные и супесчаные. К востоку они сменяются на чернозём; подпочва — мел и фосф. мергель или сурка. На чернозёмах — лиственные леса. В окрестностях села Молодового — дубравы. Просёлочная дорога, проходящая отсюда на Трубчевск, является границей водораздела между Окой и Десной, переломом почв, лесных пород, растительности и животного мира. Юрские синие глины сменяются меловыми слоями; к Северо-западу отсюда — супески и пески, по рекам — болотины и трясины, в южной части, наоборот, почва гористая (хотя и песчаная местами).